# Fijian Premier League
La Fijian Premier League è la serie inferiore del campionato figiano di calcio ed è posta sotto l'egida della Fiji Football Association.
Si tratta di un campionato di 13 squadre suddivise in due gironi con andata e ritorno , le prime due squadre andranno ai play-off e il vincitore della finale si qualificherà per gli spareggi promozione contro l'ultima della massima serie.

## Storia
La National Football League venne fondata nel 1984 la prima squadra a vincerla fu il  Tavua

## Albo D'oro

### Premier League
- 1984 -  Tavua
- 1985 -  Savusavu,  Rakiraki,  Tailevu/Naitasiri
- 1986 - Non disputata
- 1987 - Non disputata
- 1988 - Non disputata
- 1989 - Non disputata
- 1990 - Non disputata
- 1991 - Non disputata
- 1992 - Non disputata
- 1993 - Non disputata
- 1994 -  Savusavu
- 1995 -
- 1996 -
- 1997 -  Olympians
- 1998 -  Nasinu
- 1999 -  Nadroga
- 2000 -
- 2001 -  Rakiraki
- 2002 - Non disputata
- 2003 -
- 2004 -  Tailevu/Naitasiri
- 2005 -  Tailevu/Naitasiri
- 2006 -  Savusavu
- 2007 -  Savusavu
- 2008 -  Tailevu/Naitasiri
- 2009 -  Savusavu
- 2010 -  Savusavu
- 2011 -  Tailevu/Naitasiri
- 2012 -